# Буров, Геннадий Павлович
Генна́дий Па́влович Бу́ров (8 февраля 1924, Базарный Сызган, Симбирская губерния — 7 февраля 1985, Брянск) — советский хозяйственный деятель, Герой Социалистического Труда (1981), директор Брянского машиностроительного завода с 1967 по 1985 год.

## Биография
Родился 8 февраля 1924 года в селе Базарный Сызган Куйбышевской области (ныне посёлок городского типа в Ульяновской области). В 1941 году после окончания 9 класса средней школы № 5 в городе Сызрани поступил на работу токарем депо станции «Сызрань II». В сентябре 1942 года был призван в РККА и стал курсантом Куйбышевского пехотного училища № 2. С 1943 года — на фронте. Участвовал в боях за города Донецк, Павлоград, Днепропетровск, Запорожье, Никополь. После тяжелого ранения в 1944 году вернулся домой инвалидом.
В 1945 году после окончания 10-го класса в школе рабочей молодёжи города Сызрани поступил в Куйбышевский авиационный институт на факультет самолётостроения. После окончания вуза работал на Воронежском авиационном заводе старшим мастером, зам. начальника цеха, начальником цеха.
На Брянском машиностроительном заводе работал с 1958 года сначала начальником отдела, цеха, затем главным инженером. В 1967 году возглавил завод и был его генеральным директором в течение 18 лет.
Под его руководством предприятие освоило новые виды продукции: дизели, рефрижераторные секции, тепловозы, построен завод тепловозных дизелей. Произошло грандиозное техническое перевооружение завода, превратившее БМЗ в ведущую фирму с мировым именем. С его именем связан выход СССР на международный рынок с новым видом продукции — малооборотными крейцкопфными дизелями большой мощности для морских судов. Брянскими дизелями оснащены корабли под флагами многих ведущих держав мира.
Под руководством Бурова территория завода была значительно благоустроена и озеленена. Здесь было установлено более десятка новых памятников, связанных с историей предприятия; наиболее известный из них посвящён «Брянским правилам». Кроме того, завод всемерно помогал в строительстве и благоустройстве Бежицы: были построены 10-й и Московский микрорайоны, Дворец молодёжи «Юность», первый в городе хоккейный стадион с искусственным льдом и многие другие социально значимые объекты. Г. П. Буров выступил инициатором создания музея братьев Ткачёвых.
В 1981 году Г. П. Бурову было присвоено звание Героя Социалистического Труда. Награждён орденами Ленина, Трудового Красного Знамени, Красной Звезды, многими медалями. Лауреат премии Совета Министров СССР. Делегат XXIV и XXVI съездов КПСС.
Депутат Верховного Совета РСФСР X созыва (1980).
Скоропостижно скончался 7 февраля 1985 года. Похоронен на центральном кладбище в Брянске.

## Память
- Именем Г. П. Бурова названа улица в Бежице (до 1985 года — часть улицы Камозина). На доме 2-б установлена мемориальная доска.

## Награды
За трудовые успехи был удостоен:
- золотая звезда «Серп и Молот»
- два ордена Ленина
- орден Трудового Красного Знамени
- орден Красной Звезды
- другие медали.